# Dimple Kapadia
Pour les articles homonymes, voir Dimple et Kapadia.
Dimple Kapadia, née le 8 juin 1957 est une actrice indienne qui apparaît principalement dans les films en hindi. Née et élevée à Bombay, par des parents appartenant à la riche bourgeoisie indienne, elle aspire à devenir actrice dès son plus jeune âge et reçoit sa première occasion grâce aux efforts de son père pour la lancer dans l'industrie du cinéma. Elle est découverte à l'âge de 14 ans, par le cinéaste Raj Kapoor, qui la choisit pour le rôle phare de sa romance pour adolescents Bobby (1973), qui connait un grand succès commercial et lui vaut une large reconnaissance du public. Peu avant la sortie du film, en 1973, elle épouse l'acteur Rajesh Khanna et se retire du métier d'actrice. Dimple Kapadia revient au cinéma, en 1984, deux ans après sa séparation d'avec Khanna. Son film de retour, Saagar, qui sort un an plus tard, relance sa carrière. Bobby et Saagar lui valent tous deux le prix de la meilleure actrice aux Filmfare Awards. Grâce à son travail au cours de la décennie, elle s'est imposée comme l'une des principales actrices du cinéma hindi.
Alors que ses premiers rôles reposent souvent sur sa beauté et son sex-appeal, Kapadia a envie de se remettre en question et d'élargir son registre. Elle est l'une des premières actrices à jouer dans des films d'action, centrés sur les femmes, mais elle trouve un plus grand écho auprès des critiques lorsqu'elle accepte des rôles plus dramatiques, dans le cinéma parallèle, qu'il soit grand public ou néoréaliste. Elle joue dans des films allant des drames conjugaux aux adaptations littéraires. Elle tient des rôles de femmes en difficulté parfois considérées comme le reflet de son expérience personnelle et est acclamée pour ses performances dans Kaash (1987), Drishti (1990), Lekin... (1991) et Rudaali (1993). Pour son rôle de pleureuse professionnelle dans Rudaali, elle remporte le Prix national du film pour la meilleure actrice et un Prix de la critique cinématographique. Dimple Kapadia joue ensuite dans Gardish (1993) et Krantiveer (1994), ce dernier film lui vaut un quatrième Filmfare Award.  
À partir du milieu des années 1990, Dimple Kapadia devient plus sélective dans son travail et ses apparitions à l'écran sont moins nombreuses dans les décennies suivantes. Elle se fait remarquer par son interprétation de femmes d'âge moyen, compliquées, courtisées par des hommes plus jeunes, dans Dil Chahta Hai (2001) et la production américaine Leela (2002). Plus tard, elle tient des rôles principaux dans Hum Kaun Hai? (2004), Pyaar Mein Twist (2005), Phir Kabhi (2008), Tum Milo Toh Sahi (2010) et What the Fish (2013), mais elle obtient plus de succès avec des rôles de personnages dans Being Cyrus (2006), Luck by Chance (2009), Dabangg (2010), Cocktail (2012) et Finding Fanny (2014). Certains de ces rôles sont cités dans les médias comme s'écartant de la représentation habituelle des femmes de son âge, dans les films hindi. Un rôle clé dans le thriller hollywoodien Tenet (2020) lui vaut une reconnaissance supplémentaire. Dimple Kapadia est la mère de Twinkle Khanna et de Rinke Khanna, toutes deux anciennes actrices.

## Vie privée

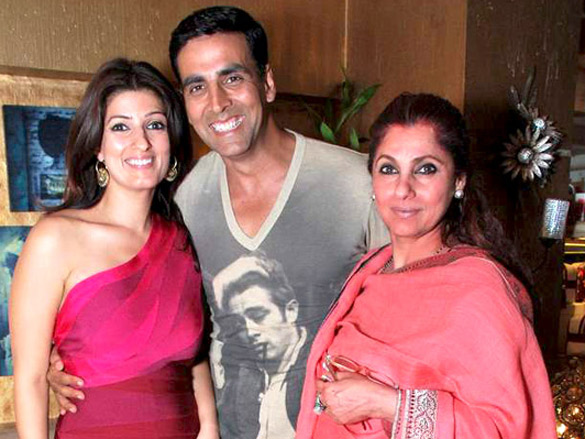
Dimple Kapadia (à droite) avec sa fille Twinkle Khanna et son beau-fils Akshay Kumar.

Dimple Kapadia naît le 8 juin 1957 à Bombay en Inde,,. Elle est la fille de l'homme d'affaires gujarati Chunibhai Kapadia et de sa femme Bitti, surnommée Betty.
Chunibhai est issu d'une riche famille ismaélienne Khoja, dont les membres ont « embrassé l'hindouisme » tout en considérant l'Aga Khan comme leur mentor religieux. Bitti est une ismaélienne pratiquante,. Enfant, Dimple reçoit le nom d'Ameena (littéralement, honnête ou digne de confiance en arabe), par lequel elle n'a jamais été appelée, de l'Aga Khan III,. Elle est l'aînée de quatre enfants ; ses frères et sœurs - tous décédés - étaient les sœurs Simple (également actrice) et Reem, et un frère, Suhail,,.
La famille réside à Santacruz, dans la banlieue de Bombay, où Kapadia étudie au lycée du couvent St Joseph,. Elle se décrit comme ayant rapidement mûri et s'est souvent liée d'amitié avec des enfants plus âgés qu'elle,. Son père est renié par sa famille conservatrice après qu'elle a été choisie, pour son premier film, Bobby, en 1973,. À 15 ans, elle accepte d'épouser l'acteur Rajesh Khanna, alors âgé de 30 ans, après une courte cour,. Le mariage est célébré selon les rites d'Ārya-Samāj, le 27 mars 1973, dans le bungalow de son père à Juhu, six mois avant la sortie du film  Bobby,. Kapadia se retire après le mariage et donne naissance à deux filles, Twinkle (née en 1974) et Rinke (née en 1977). Dimple Kapadia déclare que Khanna lui avait interdit de tourner après le mariage,.
Elle se sépare de Khanna, en avril 1982, et retourne avec ses deux filles chez ses parents,. Elle reprend le métier d'actrice deux ans plus tard. Dans une interview accordée à India Today, en 1985, elle déclare « La vie et le bonheur dans notre maison ont pris fin le jour où Rajesh et moi nous sommes mariés », affirmant que son expérience conjugale malheureuse avait compris l'inégalité et l'infidélité de son mari, qualifiant leur mariage de « farce ». L'hostilité entre Khanna et Kapadia, qui n'ont jamais officiellement divorcé, s'atténue au fil des ans ; bien qu'ils ne se soient jamais retrouvés, on les voit ensemble lors de fêtes et Kapadia joue aux côtés de Khanna dans son film inédit Jai Shiv Shankar (1990) et fait campagne pour son élection,. Ses filles sont également devenues actrices et se sont retirées après s'être installées. Sa fille aînée, Twinkle, est mariée à l'acteur Akshay Kumar. Il est demandé à Dimple Kapadia, dans Filmfare en 2000, si elle voulait se remarier : « Je suis très heureuse et satisfaite... une fois a suffi »,. Elle est avec Rajesh Khanna lorsqu'il est mort et déclare plus tard que sa perte, ainsi que la mort de sa sœur Simple et de son frère, lui ont donné le sentiment d'être « vraiment abandonnée »,.
Dimple Kapadia est une amatrice d'art et elle a pratiqué la peinture et la sculpture. En 1998, elle créé une nouvelle entreprise appelée The Faraway Tree, qui vend des bougies qu'elle conçoit,. Passionnée de bougies et trouvant la fabrication de bougies thérapeutique, elle est allée au Pays de Galles et a suivi un atelier avec David Constable (en), un artiste de Blackwood, spécialisé dans les bougies,. Selon la presse indienne, l'entreprise commerciale de Kapadia a inspiré d'autres passionnés de bougies à créer des entreprises similaires,. Ses bougies ont été présentées et mises en vente lors de plusieurs expositions,.

## Carrière

### Début et célébrité (1973)
Kapadia Dimple, passionnée de cinéma, aspire à devenir actrice depuis son enfance. Sa carrière d'actrice est lancée par son père, qui fréquente les professionnels de l'industrie cinématographique et les soirées organisées par la scénariste Anjana Rawail,. Grâce à ses contacts, Dimple a failli être choisie pour jouer la jeune version du personnage de Vyjayanthimala dans Sunghursh (1968) de H. S. Rawail, mais elle est finalement rejetée parce qu'elle paraît plus âgée que le rôle prévu. Après avoir refusé l'offre de jouer le personnage principal dans Guddi de Hrishikesh Mukherjee, en 1970, une autre occasion se présente en 1971 lorsque Raj Kapoor recherche une nouvelle actrice pour son projet de romance adolescente. Munni Dhawan, un ami proche de Kapoor, lui suggère de considérer Kapadia, ayant fait la connaissance de son père,. En juin de cette année-là, à l'âge de 14 ans, Kapadia fait un test d'écran pour le film, sur les plateaux d'une des productions de Kapoor, et elle est choisie pour le rôle. Le film Bobby sort en septembre 1973. Il met en scène le fils de Kapoor, Rishi Kapoor, dans le rôle de Raj Nath, le fils d'un riche homme d'affaires hindou, et Kapadia obtient le rôle principal de Bobby Braganza, la fille adolescente d'un pêcheur chrétien de Goa. L'histoire suit l'histoire d'amour entre Raj et Bobby face à la désapprobation de leurs parents pour leur relation en raison des préjugés de classe,.
Bobby est un grand succès commercial et Dimple Kapadia est louée pour sa performance, qui lui vaut le Filmfare Award de la meilleure actrice (ex-aequo avec Jaya Bachchan pour Abhimaan (en)),. Qurratulain Hyder (en) de The Illustrated Weekly of India (en) note qu'elle jouait avec « une facilité et une fraîcheur naturelles ». Plusieurs répliques de Kapadia dans le film sont devenues populaires, notamment « Mujhse dosti karoge ? » (en français : Seras-tu mon ami ?) et les « mini-jupes, les chemises à pois à taille basse et le légendaire bikini rouge » qu'elle porte ont fait d'elle une icône de la mode pour les jeunes en Inde,,. Par conséquent, les robes à pois étaient souvent appelées Bobby Print,,. Bhawana Somaaya de The Hindu attribue à Kapadia le lancement du commerce des souvenirs de films en Inde et Mukesh Khosla de The Tribune dit que Bobby a fait d'elle un « personnage culte », parce qu'elle est à la tête des tendances de la mode,. Plus tard, Kapadia crédite Raj Kapoor pour son évolution en tant qu'actrice : « La somme totale de ce que je suis aujourd'hui en tant qu'actrice, quoi que je sois, c'est Raj Kapoor ». En 2008, Raja Sen du portail Rediff.com a classé sa performance dans Bobby comme la quatrième meilleure performance féminine de tous les temps dans le cinéma hindi : « Une petite fille elfe avec de grands et jolis yeux, personne n'a représenté l'innocence de façon aussi mémorable que Dimple dans sa première sortie. Elle était candide, frappante et d'un naturel authentique... voilà une fille qui redéfinirait le glamour et la grâce et ferait en sorte que cela paraisse très, très facile ».

### Retour et premières oscillations (1984-1986)
Dimple Kapadia revient à la comédie en 1984, deux ans après sa séparation d'avec Khanna, disant qu'elle avait un besoin personnel de se prouver ses propres capacités,. Au cours de la décennie suivante, elle devient l'une des principales actrices du cinéma hindi,. Son premier film post-hiatus est Saagar ; un ami commun informe le réalisateur Ramesh Sippy de la volonté de Kapadia de revenir au métier d'actrice. Elle considère que son essai à l'écran pour le film a échoué parce qu'elle était nerveuse et qu'elle « frissonnait littéralement » en le jouant, mais Sippy la choisit pour jouer le rôle principal aux côtés de sa co-star de Bobby, Rishi Kapoor. Le film est censé être son moyen de retour, mais son retard d'un an fait que plusieurs de ses projets ultérieurs sortent avant, le premier étant Zakhmi Sher (1984),.
Parmi les autres films sortis avant Saagar, citons Manzil Manzil (1984), Aitbaar (1985) et Arjun (1985). Kapadia apparaît aux côtés de Sunny Deol dans Manzil Manzil, un drame réalisé par Nasir Hussain. Tout en parlant de son expérience positive pendant le tournage du film, elle se sent mal à l'aise à l'idée de jouer le rôle de chanteuse et danseuse. Son travail est jugé inefficace par Trade Guide et The Illustrated Weekly rapporte que ses perspectives de carrière dépendent entièrement du sort de ses prochains projets. Kapadia reçoit des critiques positives pour son rôle dans le thriller hitchcockien Aitbaar, de Mukul Anand,,. Elle joue le rôle de Neha, une jeune femme riche dont le mari cupide (Raj Babbar) complote pour l'assassiner. En discutant de sa performance, elle a dit qu'elle était « un sac de nerfs » pendant le tournage, ce qui a bénéficié à sa performance car son propre état a coïncidé avec le bouleversement intérieur de son personnage. Elle est engagée, aux côtés de Sunny Deol, pour la deuxième fois dans le film d'action Arjun de Rahul Rawail : c'est son premier succès commercial depuis son retour au cinéma,.
La première de Saagar, en août 1985, est controversée pour plusieurs scènes mettant en scène Kapadia, dont une dans laquelle on la voit seins nus, pendant moins d'une seconde,. Le film est choisi comme film officiel de l'Inde, lors de la 58e édition des Academy Awards du meilleur film en langue étrangère,. La performance de Kapadia, dans le rôle de Mona D'Silva, une jeune femme catholique déchirée entre son ami (Kamal Haasan) et l'homme qu'elle aime (Kapoor), lui vaut un deuxième prix de la meilleure actrice aux Filmfare Awards,. Un critique d'Asiaweek apprécie le film pour sa « narration soignée et sa technique magistrale » et qualifie Kapadia de « délice ». Selon Rediff.com, Kapadia « a réalisé une performance solide et mémorable, en mettant les deux rôles principaux masculins à terre et en faisant fonctionner le film ». Un numéro de India Today, de 1993, écrit : « Saagar était à bien des égards un éloge de son incroyable beauté. Elle était ravissante : cheveux auburn, visage classique, yeux profonds, une aura de sensualité. Il était clair qu'elle était de retour ».
Janbaaz (1986) de Feroz Khan (en), qui raconte l'histoire d'un homme qui lutte contre la toxicomanie, s'est fait connaître par une scène d'amour dans laquelle Dimple Kapadia et le personnage principal masculin, Anil Kapoor, partagent un baiser complet, scène à laquelle le cinéma hindi n'est pas habitué. La même année, elle joue aux côtés de Kamal Haasan dans son premier film régional, Vikram, un long métrage de science-fiction, en tamoul, dans le rôle mineur d'Inimaasi, une jeune princesse qui tombe amoureuse de Vikram (Haasan). En 1987, Kapadia apparaît dans Insaniyat Ke Dushman de Rajkumar Kohli (en) et Insaaf de Mukul Anand, deux films d'action très populaires auprès du public. Dans Insaaf, elle joue le double rôle de danseuse et de médecin,. Elle travaille alors dans de nombreux films hindis, réalisés par des producteurs du sud de l'Inde, dont Pataal Bhairavi, qu'elle déteste. Elle avoue par la suite avoir accepté ces rôles pour des raisons financières plutôt que pour leur valeur artistique : « Je frissonne encore aujourd'hui en pensant à ces films. En tant qu'artiste, j'ai été totalement compromise. ».

### Kaash et le succès grand public (1987-1989)
En 1987, elle joue le rôle de Pooja, dans le drame marital Kaash de Mahesh Bhatt. Kapadia et Jackie Shroff jouent le rôle d'un couple séparé qui, au cours d'une bataille juridique acharnée, pour la garde de leur fils unique, apprend que ce dernier souffre d'une tumeur au cerveau. Ils se retrouvent pour passer les derniers mois de sa vie en famille. Avant le début du tournage, elle déclare que c'est le plus grand défi artistique de sa carrière. Bhatt choisit Kapadia parce qu'elle est consciente de sa propre expérience conjugale et il révèle plus tard que pendant le tournage, elle s'était de plus en plus investie dans l'histoire, à tel point qu'après un certain temps, il ne pouvait plus la différencier de Pooja car elle « devenait le personnage ». La performance de Kapadia est saluée par la critique,,. Pritish Nandy (en), l'éditeur de l'hebdomadaire indien The Illustrated Weekly, affirme : « Dimple réalise l'impossible. Dépourvue de son maquillage pailleté, de son glamour et de ses manières filmiques, elle prend vie comme jamais auparavant : belle, sensible, intense. On a presque l'impression d'avoir découvert une nouvelle actrice à l'écran ». Plus tard, The Times of India la classe parmi les meilleures performances de Kapadia, notant son « immense force en tant qu'interprète », et Sukanya Verma écrit à propos de la « détermination stoïque et de la vulnérabilité touchante » avec lesquelles Pooja a été jouée, qualifiant le résultat « d'extrêmement crédible et sympathique à la fois »,. Bhawana Somaaya rapporte que Kaash a fait de Kapadia une artiste du spectacle.

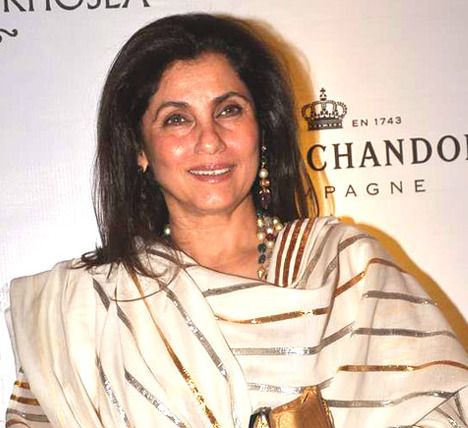
Dimple Kapadia (1999).

Dans Zakhmi Aurat (1988), Kapadia joue le rôle de Kiran Dutt, une officier de police qui subit un viol collectif et, lorsque le système judiciaire ne parvient pas à condamner les criminels, elle s'unit à d'autres survivantes de viols pour castrer les violeurs par vengeance. Parmi les premiers d'une nouvelle tendance de films de vengeance, centrés sur les femmes, le film est un succès financier mais il polarise les critiques et attire une large couverture pour sa longue et brutale scène de viol impliquant Kapadia,. Khalid Mohamed du Times of India note la « performance de Kapadia » mais critique la séquence de viol comme étant « totalement lascive » et « la vulgarité éclaboussant l'écran ». Le magazine féministe Manushi (en) critique sa faible qualité cinématographique, notamment l'absurdité des scènes d'action et la « vilaine sorte de titillation » dans la scène de viol, mais déclare que Kapadia a apporté « une conviction à son rôle qui est rare parmi les héroïnes de Bombay » avec une performance qui reste « discrète, émouvante et charmante sans être du tout accrocheuse ou séduisante ». La même année, Kapadia a travaillé avec Rajkumar Kohli sur le drame d'action Saazish et le film d'horreur Bees Saal Baad (en), un remake du film du même nom, de 1962 (en),,. Elle est la vedette de l'action dans Mera Shikar, une saga de vengeance dirigée par Keshu Ramsay (en), dans le rôle de Bijli, une jeune femme autrefois joyeuse qui s'entraîne aux arts martiaux pour punir un gangster notoire pour les crimes infligés à sa sœur. Le film est décrit comme un « amusement extraordinairement adroit » par Subhash K. Jha (en), qui le préfère au « sensationnalisme sordide » de Zakhmi Aurat et note la « retenue inhabituelle » avec laquelle la transformation de Bijli a été réalisée.
En 1989, Kapadia apparait dans le rôle de l'amoureuse de Jackie Shroff dans Ram Lakhan, un drame policier réalisé par Subhash Ghai. Le film est un succès tant auprès des critiques que du public,, devenant le deuxième film hindi le plus rentable de l'année et obtenant huit nominations pour la 35e cérémonie des Filmfare Awards,. Elle joue le rôle d'une maîtresse devenue courtisane et vengeresse dans Pati Parmeshwar (en). Le film sort après une bataille judiciaire très médiatisée de deux ans avec le Central Board of Film Certification (CBFC), qui lui a initialement interdit de passer à l'écran en raison de la glorification qu'il perçoit de la soumission des femmes à travers le personnage de l'épouse qui pardonne et qui est dans une « ignoble servilité » envers son mari,. Parmi les autres films mettant en vedette Kapadia, cette année-là, citons Pyar Ke Naam Qurbaan de Babbar Subhash (en) et le film d'action Batwara de J.P. Dutta,,.

### Épanouissement professionnel et acclamation critique (1990-1994)
Dans les années 1990, Kapadia commence à apparaître dans le cinéma parallèle, un mouvement de films d'art néo-réaliste indien,, citant plus tard un « désir intérieur d'exposer mon meilleur potentiel ». Ces films comprennent Drishti (1990), Lekin... (1991), Rudaali (1993) et Antareen (1993). Drishti, un drame marital réalisé par Govind Nihalani, met en scène Kapadia et Shekhar Kapur dans le rôle d'un couple marié issu du milieu intellectuel de Mumbai, et suit leurs épreuves, leurs liaisons extraconjugales, leur divorce et leur réconciliation finale. Kapadia raconte son implication émotionnelle totale dans le rôle de la protagoniste, la femme de carrière Sandhya ; sa performance est saluée par la critique,. L'auteur Subramani (en) reconnaît Kapadia comme « une actrice aux ressources cachées » et apprécié son « portrait intelligent », grâce auquel Sandhya est apparue comme « vulnérable et intense et pleine de ruses féminines ». Une critique dans The Indian Express présume que sa propre séparation aurait pu contribuer à sa compréhension du rôle et à sa performance sensible,. Le film est reconnu comme le meilleur film hindi de cette année-là, lors de la 38e édition des National Film Awards (en) et le magazine Frontline suggère que Kapadia aurait dû recevoir le prix de la meilleure actrice pour son rôle,. Elle est nommée meilleure actrice (hindi) de l'année par l'association des journalistes cinématographiques du Bengale.
Lekin..., le film à mystère romantique de Gulzar, qui est adapté de la nouvelle de Rabindranath Tagore, Hungry Stones (en) (1895), met en scène Kapadia, un esprit agité en quête de libération, Reva, qui hante un ancien palais et apparaît, par intermittence, en présence d'un architecte (Vinod Khanna) tout au long de sa visite de travail au Rajasthan. Kapadia cite souvent ce rôle comme un de ses favoris et le sommet de sa carrière, et a souhaité avoir plus de temps à l'écran dans le film,. Pour rendre son personnage plus vrai, Gulzar interdit à Kapadia de cligner des yeux pendant le tournage, essayant de capturer un « regard fixe et sans fin » qui lui donnerait « la sensation d'être irréelle ». Lekin... a été populaire auprès des critiques et la performance de Kapadia, dans ce rôle, lui vaut une troisième nomination au Filmfare. Subhash K. Jha décrit le personnage de Reva comme « l'essence de l'évanescence » et souligne la « tragédie intense » avec laquelle Kapadia joue le rôle.
Kapadia joue le rôle d'une jeune veuve dans le drame militaire Prahaar (en) (1991), première réalisation de l'acteur Nana Patekar, avec lequel elle collaborera dans plusieurs autres films,
. Le film, avec Patekar et Madhuri Dixit, est bien accueilli par la critique. Kapadia et Dixit acceptent d'y jouer sans maquillage sur l'insistance de Patekar. Bien que les critiques aient crédité les actrices pour leur travail, la plupart des éloges sont allées à Patekar. Une autre attention critique lui est venue lorsqu'elle a joué le rôle d'une réceptionniste de bureau avec des principes  face à Sunny Deol dans le film d'action Narsimha,.
Dans Haque (1991), un drame politique mis en scène par Harish Bhosle et scénarisé par Mahesh Bhatt, Kapadia joue le rôle de Varsha B. Singh, une femme hindoue orthodoxe (en) mariée à un homme politique influent et qui fait une fausse couche à la suite d'une agression. L'histoire suit le défi lancé par Varsha à son mari, après des années de soumission, lorsque, pour des raisons politiques, il refuse d'engager des poursuites contre les agresseurs. Selon l'auteur Ram Awatar Agnihotri, Kapadia joue le personnage avec courage et conviction. 
Kapadia joue aux côtés d'Amitabh Bachchan dans le film fantastique Ajooba (en), une coproduction indo-russe à gros budget qui est coréalisée par Shashi Kapoor et Gennady Vasilyev (en),. Inspiré de la mythologie arabe et se déroulant dans le royaume afghan fictif du Baharistan, le film la voit dans le rôle de Rukhsana, une jeune femme qui arrive d'Inde pour sauver son père de la prison,. La réaction critique relative à Ajooba est médiocre et elle ne réussit pas à attirer les spectateurs dans les cinémas indiens, bien que le film ait été un succès en Union soviétique,.
La sortie de Maarg (en), son deuxième projet sous la direction de Mahesh Bhatt, est retardé de plusieurs années avant sa sortie en direct-to-video, fin 1992. Le film traite de la politique de pouvoir au sein d'un ashram et met en scène Kapadia dans le rôle d'Uma, qui travaille comme prostituée par choix. 
Le critique Iqbal Masood l'a considéré comme « une satire puissante » avec « d'excellentes performances ». Selon Bhatt, le rôle de Kapadia est si intense qu'il la laisse proche de la rupture après la fin du tournage. Elle joue ensuite Barkha, une femme célibataire qui abandonne sa fille récemment née, hors mariage, dans le premier film de Hema Malini, Dil Aashna Hai (1992). Dans le drame criminel Angaar (en) (1992) de Shashilal K. Nair, Kapadia est Mili, une orpheline sans abri qui est recueillie par un chômeur (Jackie Shroff). Angaar et les performances de Kapadia dans ce domaine, reçoivent des critiques positives, mais le film est un échec financier. Meena Iyer du Times of India, qui l'a qualifié de « l'un des films de mafia les plus engageants à être sortis de Bollywood », attribue l'audience limitée du film à son sujet,.
En 1993, Kapadia remporte le National Film Award de la meilleure actrice pour son interprétation dans Rudaali, un drame réalisé par Kalpana Lajmi et adapté de la nouvelle du même nom de Mahasweta Devi,.
Elle incarne le personnage central de Shanichari, une villageoise assamaise solitaire et endurcie qui, au cours d'une vie de malheur, n'a jamais pleuré et est confrontée à un nouveau travail de pleureuse professionnelle,. La citation pour le prix décrit sa performance comme une « interprétation convaincante des tribulations d'une femme seule ravagée par une société cruelle ». L'indologue Philip Lutgendorf affirme que « la dignité et la conviction de Kapadia, ainsi que son langage corporel et sa gestuelle efficaces, élèvent son caractère bien au-delà des bathos ». Elle remporte notamment le prix de la critique cinématographique pour la meilleure interprétation et est récompensée par le prix de la meilleure actrice au Festival du film d'Asie-Pacifique et au Festival international du film de Damas,. Les critiques et les spectateurs acceptent Rudaali avec enthousiasme et c'est la candidature de l'Inde, à la 66ème édition des Oscars, du meilleur film en langue étrangère,. En 2010, le magazine Filmfare inclut le travail de Kapadia, dans le film, dans sa liste des « 80 représentations iconiques »,.
Cette année-là, Kapadia est également nommée au Filmfare, pour son rôle secondaire, dans le film Gardish, un drame criminel, réalisé par Priyadarshan, dans lequel elle incarne Shanti, une prostituée de rue dont le mari et l'enfant ont été brûlés vifs. Adaptation du film malayalam, de 1989, Kireedam (en), le film, avec Jackie Shroff et Amrish Puri, reçoit l'approbation de la critique et du public,. The Indian Express fait l'éloge du « scénario, des personnages vivants et des dialogues puissants » du film, et note la capacité de Kapadia à capter l'attention du public. Le drame bengali Antareen, de 1993, de Mrinal Sen, adapté de la nouvelle Badshahat ka Khatama (1950) de Saadat Hasan Manto (en), est le premier projet non hindi de Kapadia depuis Vikram (1986),. Elle joue le rôle d'une femme prise dans un mariage sans amour, un rôle qu'elle a insisté à jouer spontanément et a refusé de s'inscrire à un cours accéléré de bengali, qu'elle pensait pouvoir parler de manière convaincante. Sa voix est ensuite doublée par Anushua Chatterjee, une décision qui ne plaît pas à Kapadia. Antareen est bien accueilli et est nommé meilleur film bengali lors de la 41e édition des National Film Awards
,,, mais Kapadia n'est pas satisfaite du résultat et le qualifie de « mauvais film ».
En 1994, dans le film Krantiveer de Mehul Kumar (en), Kapadia incarne la journaliste Meghna Dixit, victime d'un viol, qui persuade un villageois alcoolique et sans emploi (Nana Patekar) de se faire le champion de la justice pour son entourage,. Le film est un succès au box-office et devient le troisième film indien le plus rentable de l'année. The Indian Express complimente Kapadia d'être devenue une actrice de premier plan avec ce film. Pour sa performance, Kapadia reçoit son quatrième Filmfare Award, cette fois dans la catégorie meilleure actrice dans un second rôle.

### Interruption, revers et résurgence (1995-2008)
Après Antareen, Kapadia doit travailler dans d'autres films indépendants, mais elle prend une pause de trois ans, déclarant plus tard qu'elle était « émotionnellement épuisée ». Elle revient au cinéma commercial, en 1997, jouant la femme d'Amitabh Bachchan dans Mrityudata, sous la direction de Mehul Kumar.
Le film est un échec critique et commercial ; India Today critique sa « narration digne d'une bande dessinée »,. Le journal professionnel Film Information déclare que Kapadia a un rôle indigne de son temps et Kapadia partage les mêmes sentiments,. Sa sortie suivante est le mystère criminel 2001: Do Hazaar Ek (en) (1998), que le public rejette malgré des débuts plus forts,. Kapadia donne la réplique à Jackie Shroff dans Laawaris (en) (1999), dans un rôle qui, selon le quotidien Hindustan Times, ne lui a pas permis « de faire grand-chose d'autre que de crier ». Sharmila Taliculam de Rediff.com critique le film pour son scénario stéréotypé et son manque d'originalité,
. Dans son dernier long métrage de la décennie, Hum Tum Pe Marte Hain, Kapadia joue le rôle de Devyani Chopra, la mère stricte d'une famille aisée. Subhash K. Jha qualifie le film de honte tandis que Suparn Verma fait une critique cinglante de la performance de Kapadia, notant qu'elle « porte un air renfrogné permanent » tout au long du film.
Pour son premier film du millénaire, Kapadia joue dans le premier film de Farhan Akhtar, Dil Chahta Hai (2001), qui dépeint la vie contemporaine et routinière de la jeunesse indienne aisée et se concentre sur une période de transition dans la vie de trois amis (Aamir Khan, Saif Ali Khan et Akshaye Khanna). Kapadia joue le rôle de Tara Jaiswal, une femme alcoolique d'âge moyen, décoratrice d'intérieur de profession, et divorcée qui n'est pas autorisée à rencontrer sa fille. Le film présente son histoire à travers le personnage de Siddharth (Khanna), un homme beaucoup plus jeune avec lequel elle se lie d'amitié et qui tombe profondément amoureux d'elle. Kapadia déclare que la réalisation du film a été une expérience enrichissante et a qualifié son rôle de « rôle à mourir ». Les critiques saluent Dil Chahta Hai comme un film novateur pour son portrait réaliste de la jeunesse indienne. ,. Le film fonctionne bien dans les grandes villes mais échoue dans les zones rurales, ce que les analystes commerciaux attribuent au style de vie urbain qui y est dépeint,.
Saibal Chatterjee, dans une critique pour le Hindustan Times, note que « Dimple Kapadia, dans un rôle bref et quelque peu sous-développé, présente une étude poignante de la solitude ».
En 2002, Kapadia interpréte le rôle-titre du drameLeela, une production américaine réalisée par Somnath Sen, avec Deepti Naval (en), Vinod Khanna et Amol Mhatre. Le rôle de Kapadia, écrit spécialement pour elle, est celui d'une quadragénaire mariée, professeur à l'université de Bombay, qui, après la mort de sa mère, perd son sens du bonheur et accepte un poste de professeur invitée d'études sud-asiatiques en Californie,. L'histoire suit l'acclimatation de Leela à son nouvel environnement et sa relation avec un jeune homme indien-américain nommé Kris (Mhatre), l'un de ses étudiants. Kapadia est nerveuse pendant le tournage du film, mais elle pense que la tension l'aide à améliorer son jeu. Le film est accueilli favorablement par les critiques américains,,, parmi lesquels Maitland McDonagh (en) de TV Guide écrit : « Dimple Kapadia brille dans ce mélodrame familial ... [sa] performance intelligente et nuancée est le point fort du film ». Les critiques indiennes ont également approuvé le travail de Leela et celui de Kapadia,.
Kapadia joue le rôle principal de Sandra Williams, épouse de militaire, dans Hum Kaun Hai? (2004), un film d'horreur surnaturel. Le film reçoit un accueil mitigé de la part de la critique, qui estime que la performance et la présence charismatique de Kapadia mettent en valeur un scénario par ailleurs faible,. En 2005, Kapadia et Rishi Kapoor se retrouvent dans des rôles principaux, pour la troisième fois après Bobby (1973) et Saagar (1985), dans Pyaar Mein Twist, où ils incarnent des parents célibataires d'âge moyen qui tombent amoureux et doivent ensuite faire face à la réaction de leurs enfants. Le film suscite des critiques majoritairement négatives, mais celles-ci reconnaissent que l'alchimie entre le couple principal est une raison suffisante pour le regarder, soulignant la valeur nostalgique de ce couple,. Peu de gens sont allés voir le film ; en deux semaines, il est déclaré comme étant un échec. En 2016, l'universitaire Afreen Khan cite le personnage de Kapadia comme s'écartant de la représentation conventionnelle des mères dans les films hindi, estimant que son rôle est celui d'une mère moderne que les filles rêvent d'avoir.
En 2006, Kapadia partage l'affiche avec Saif Ali Khan et Naseeruddin Shah dans la comédie noire Being Cyrus, un long métrage indépendant en langue anglaise et le premier film de Homi Adajania (en),. Kapadia joue le rôle de Katy Sethna, la femme névrosée et infidèle de Shah qui a une liaison avec Cyrus (Khan), un jeune vagabond qui entre dans leur maison comme assistant. Le film est bien accueilli dans un certain nombre de festivals de cinéma avant sa sortie en salles, en Inde,, à la suite de laquelle il est adopté par les critiques et le public, faisant un profit considérable par rapport à son petit budget,. Poonam Joshi, de la BBC, déclare que « la descente dans le désespoir de la Katy de Dimple Kapadia est passionnante » mais d'autres critiques, dont Derek Elley du magazine Variety et Shradha Sukumaran de Mid Day (en), lui reprochent de surjouer excessivement,. Dans l'histoire d'amour mystique Banaras - A Mystic Love Story (2006), Kapadia incarne une riche brahmane dont la fille tombe amoureuse d'un homme d'une caste inférieure,.
La romance Phir Kabhi (2008), de V. K. Prakash (en), met en scène Kapadia et Mithun Chakraborty dans le rôle de personnes âgées qui se rencontrent lors d'une réunion d'anciens élèves et ravivent leur amour de jeunesse. Le film a reçu sept prix, dont celui du meilleur film dans la section Narrative Feature, au Los Angeles Reel Film Festival. Il sort en vidéo directe, un an plus tard, et est distribué simultanément par des services de paiement à la séance, devenant ainsi le premier film hindi à être diffusé en avant-première sur des plateformes de streaming,.  À la demande de son gendre, Akshay Kumar, Kapadia a prêté sa voix au personnage de Devi, la mère de l'éléphant Jumbo (Kumar), dans le film d'animation Jumbo (en) (2008), un remake du film d'animation thaïlandais Khan Kluay (2006),.

### Reconnaissance des rôles d'actrice (2009-2014)

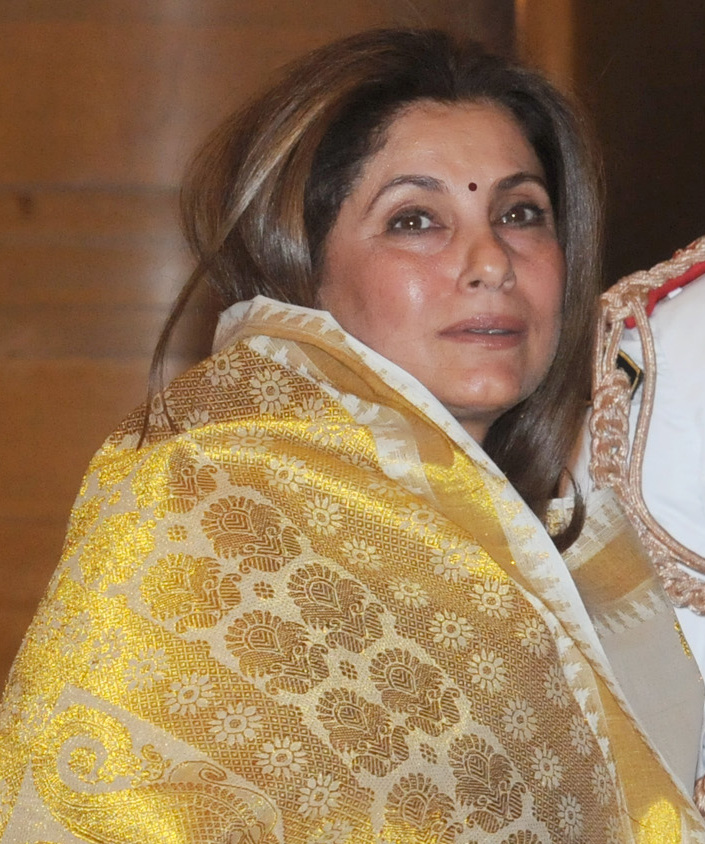
Dimple Kapadia (20 avril 2013).

Dimple joue dans le premier film de Zoya Akhtar, Luck by Chance (2009), une satire de l'industrie cinématographique hindoue,. Elle joue le rôle de Neena Walia, une ancienne superstar - qualifiée dans le film de « crocodile dans un sari en mousseline de soie » - qui se bat pour lancer sa jeune fille dans l'industrie du cinéma. Kapadia a été approchée pour le rôle parce qu'il fallait une actrice qui avait déjà joué un rôle principal féminin dans le passé. Akhtar note que Kapadia représente la nature inconstante de son personnage, en disant que Kapadia est « toute chaude, douce et ensoleillée, et puis il y a un retournement et elle est dure, froide, en acier ». Luck By Chance démarre son lancement avec un accueil critique chaleureux, bien que ses revenus financiers aient été modestes,. Les critiques apprécient la performance de Kapadia, qui lui vaut une nomination au Filmfare en tant que meilleure actrice dans un second rôle. Deepa Karmalkar, de Screen, qualifie son rôle de « glorieusement garce », tandis qu'Avijit Ghosh, du Times of India, estime que Kapadia a livré « l'une de ses performances les plus nuancées » dans un personnage qu'il trouve être « un type rare de mère de film hindi », qui est « aux yeux de faucon, dure comme la pierre mais vaniteuse, et d'une manière étrange, vulnérable aussi ».
En 2010, Kapadia joue le petit rôle de la mère asthmatique de Salman Khan dans Dabangg, qui est le film le plus populaire de l'année en Inde et le deuxième film hindi le plus rentable de tous les temps, à ce jour,. Les critiques du rôle de Kapadia sont mitigées ; Shubhra Gupta la qualifie de « ridiculement fausse » et Blessy Chettiar du Daily News and Analysis compare son personnage aux « mères du cinéma hindi d'antan, pleines d'abnégation, déchirées entre leurs relations, légèrement exagérées, mais néanmoins sympathiques »,. Tum Milo Toh Sahi, sorti la même année, est une comédie romantique dans laquelle Kapadia incarne Delshad Nanji, une femme parsi, responsable d'un café iranien (en) dont le commerce est menacé par des promoteurs immobiliers et qui tombe amoureuse de l'avocat (Nana Patekar) qui la représente au tribunal. Kapadia adopte un accent parsi pour le rôle et, tout en se préparant, visite plusieurs cafés iraniens à Mumbai pour comprendre leur culture et se mettre dans la peau du personnage,. Le film est accueilli par des critiques moyennes, mais la performance de Kapadia reçoit des commentaires généralement positifs,. Anupama Chopra (en)  critique son personnage, qui selon elle « vire à la caricature », mais écrit que Kapadia « le joue avec affection et énergie et s'amuse au moins à le faire ».
Le seul film de Kapadia, en 2011, est Patiala House de Nikhil Advani, un film sportif tournant autour du cricket dans lequel elle joue le rôle de la femme de Rishi Kapoor et de son gendre, la mère d'Akshay Kumar
,. La même année, Kapadia est apparue dans Bombay Mittayi (en), son premier rôle dans un film en malayalam, pour lequel elle commence à apprendre la langue. Elle joue la femme d'un célèbre chanteur de ghazal (Amar Singh (en)), à la demande duquel on lui a proposé le rôle,.

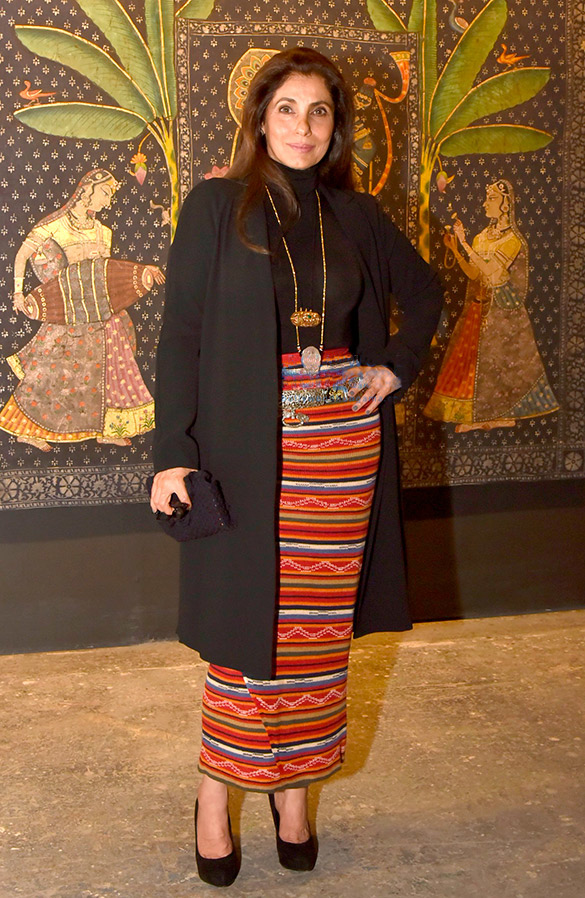
Dimple Kapadia (2018).

Kapadia collabore avec Homi Adajania dans Cocktail (2012) et Finding Fanny (2014), deux succès critiques et commerciaux,. Dans la comédie romantique Cocktail, elle joue le rôle de Kavita Kapoor, la mère de Saif Ali Khan, une mère punjabi bruyante, une apparition qu'Aniruddha Guha, du Daily News and Analysis qualifie de « véritable régal »,. Convaincue qu'Adajania est un réalisateur capable de tirer le meilleur d'elle-même, Dimple Kapadia exprime son intérêt pour le road movie satirique Finding Fanny lorsqu'on lui montre le scénario, pendant le tournage de Cocktail. Kapadia incarne Rosalina "Rosie" Eucharistica, une femme vaniteuse mais bien intentionnée qui rejoint la veuve de son fils décédé (Deepika Padukone) pour un voyage à travers Goa. Elle a dû porter une lourde prothèse postérieure pour le rôle, ce qui lui a valu une quatrième nomination au Filmfare en tant que meilleure actrice dans un second rôle. Rachel Saltz du New York Times écrit que Kapadia « habite et met en valeur son rôle » et « évite la caricature et tire même un certain humour d'un scénario peu drôle ».
En 2013, Kapadia est la protagoniste de la comédie What the Fish, interprétant Sudha Mishra, une divorcée irascible de Delhi qui confie à contrecœur à sa nièce le soin de s'occuper de sa maison pendant son absence. Kapadia est enthousiasmé par le rôle, se sentant mise au défi de dépeindre ses différents traits. Les critiques du film et du travail de Kapadia sont mitigées. Le Times of India critique le scénario du film pour avoir fait en sorte que « l'essai de Kapadia avec la comédie semble fort et forcé » et Raja Sen juge que son rôle est le plus oubliable de sa carrière,. Sarita A. Tanwar du Daily News and Analysis considère le film comme « une tentative de divertissement plutôt audacieuse » et déclare que Kapadia est « en pleine forme ». Des commentaires tout aussi positifs sont écrits par Subhash K. Jha,.

### Travail limité, Tenet et au-delà (2015-présent)
Pendant le reste de la décennie, Kapadia retourne deux fois au cinéma pour des rôles secondaires, dans les comédies d'action Welcome Back (en) (2015) et Dabangg 3 (2019).
Dans Welcome Back, d'Anees Bazmee, elle joue le rôle d'une escroc aux-côtés d'Anil Kapoor et Nana Patekar,.
Mihir Fadnavis du Hindustan Times décrit son rôle comme un « camée embarrassant et prolongé » mais Rajeev Masand (en) prend note de sa présence « drôle »,. Dabangg 3, le troisième volet de la série de films Dabangg, la voit reprendre brièvement le rôle de Naina Devi
.
Dans son premier film des années 2020, Dimple Kapadia est apparue aux côtés d'Irfan Khan et de Kareena Kapoor Khan dans la comédie-fiction Angrezi Medium (2020), son quatrième projet sous la direction d'Homi Adajania. Suite spirituelle du film Hindi Medium (2017), il est sorti en salle, en Inde, le 13 mars, en pleine pandémie de Covid-19, qui a affecté sa performance commerciale, en raison de la fermeture des salles de cinéma,. Les projets initiaux de nouvelle sortie ont été annulés et le film a été rendu disponible en numérique, moins d'un mois plus tard. Kapadia joue le rôle d'une propriétaire stricte de magasin, éloignée de sa fille (Kapoor Khan), un rôle que Vinayak Chakravorty (en), critique du magazine Outlook (en) pensait « utilisé pour souligner la solitude des personnes âgées mais qui aurait pu être plus fort »,.
Dimple Kapadia a ensuite joué le rôle de la trafiquante d'armes, Priya Singh, dans le thriller d'espionnage Tenet, de Christopher Nolan. Son essai pour le rôle a été tourné en 2019, par Adajania, avant le début du tournage pour Angrezi Medium, suivi d'une audition pour Nolan à Bombay,.
Impressionné par son charisme et son sang-froid, Nolan, croyant qu'elle incarnait sa vision du personnage, a choisi Kapadia pour le rôle. Le film sort au milieu de la pandémie pour un public mondial et, après avoir rapporté 362 millions de dollars dans le monde entier, est devenu le cinquième film le plus rentable de 2020,. Les critiques ont réagi positivement à sa performance ; Richard Roeper (en) du Chicago Sun-Times écrit que Kapadia « vole tranquillement toutes les scènes dans lesquelles elle se trouve » et Guy Lodge, de Variety, déclare qu'elle a donné la « performance la plus sage du film »,. Kapadia crédite Tenet d'avoir restauré sa passion pour le cinéma et parle d'« une expérience qui change la vie »,.
Tandav (en), la série politique en ligne d'Ali Abbas Zafar (en), met en vedette Kapadia dans le rôle d'Anuradha Kishore, une personnalité politique avide de pouvoir qui cherche à saper le nouveau rival politique (Saif Ali Khan) du Premier ministre de l'Inde, son allié de longue date,. La série, qui est la première apparition de Kapadia sur une plate-forme numérique, fait l'objet de critiques mitigées. En janvier 2021, les futurs projets de Kapadia comprennent Brahmāstra, un film fantasy d'Ayan Mukerji (en) et une comédie sans titre de Dinesh Vijan (en),.

## Image médiatique et artistique
Lorsque Kapadia est revenue au cinéma après sa séparation d'avec Khanna, elle a été constamment comparée à son époque Bobby et a lutté pour être prise au sérieux en tant qu'actrice. Selon Jyotika Virdi, l'auteur du livre The Cinematic Imagination, si la trajectoire de Kapadia est différente de celle des autres stars féminines du cinéma hindi, elle a retourné ses inconvénients à son avantage. Virdi déclare que l'honnêteté de Kapadia avait grandement contribué à sa carrière : « En parlant franchement à la presse, elle et les reporters ont préparé le récit de sa vie, depuis l'adolescente innocente piégée dans un mariage impossible jusqu'à l'émergence d'une "femme mûre et expérimentée" ».
Kapadia est connue pour sa nature assertive et lunatique, ; lors du tournage de Janbaaz (1986), le réalisateur Feroz Khan a déclaré n'avoir jamais rencontré une femme avec son niveau d'« agressivité refoulée ». Le journaliste Bhawana Somaaya, qui a réalisé une série d'interviews avec Kapadia, dans les années 1980, a déclaré : « Elle est un étrange faisceau de contradictions. Ses humeurs changent en un clin d'œil »,. Selon certains critiques, cette approche s'est parfois faite au détriment des opportunités professionnelles car « sa nature imprévisible et ses humeurs ont éloigné beaucoup de personnes qui souhaitent bien faire ». En réponse à cela, elle a déclaré : « Je suis de nature lunatique. Mais je n'ai jamais blessé quelqu'un consciemment ».

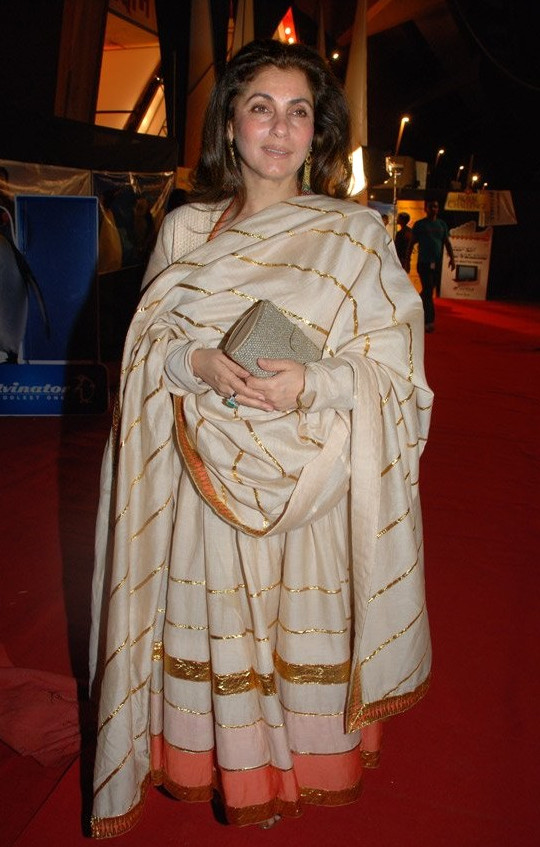
Dimple Kapadia en 2011.

Virdi écrit que Kapadia s'est battue pour réussir, en s'engageant dans un travail sérieux et stimulant et il décrit ses rôles dans Aitbaar (1985), Kaash (1987) et Drishti (1990) comme des personnages avec lesquels elle « a puisé dans le puits de sa propre expérience ». Avec Zakhmi Aurat (1988), Kapadia devient l'une des principales actrices associées à une nouvelle vague de films de vengeance, centrés sur les femmes,. En tant qu'héroïne d'action, elle choisit(de réaliser ses propres cascades, ce qui, selon le critique M. Rahman, rend son interprétation plus convaincante. Bien qu'elle ait aimé travailler sur des projets similaires, comme Mera Shikar (1988) et Kali Ganga (1990), elle déplore être moins bien payée que les stars masculines des films d'action. L'écrivain Dinesh Raheja (en) estime que l'implication de Kapadia dans les films d'art des années 1990 s'est produite à un moment où elle n'était plus disposée à jouer le « joli accessoire dans les films axés sur le héros », arguant que ses nouveaux choix « ont aiguisé le talent de Dimple pour prêter de fines stries à des émotions complexes ». Mahesh Bhatt la félicite de ne pas devenir « une victime de son propre succès » en refusant de figurer dans des films à valeur strictement commerciale. Selon Govind Nihalani, le réalisateur de Drishti (1990), Kapadia a un intérêt réel pour un travail sérieux qui mettrait son talent au défi et lui permettrait de réaliser son potentiel. Shashi Kapoor partage ce même sentiment et affirme que Kapadia a toujours été désireuse de jouer dans des films de qualité. Kapadia a déclaré que son implication dans des films indépendants était une décision consciente d'expérimenter dans un cinéma différent et de prouver ses capacités. 
Interrogée sur son interruption, après Rudaali, au sommet de sa carrière, Kapadia a déclaré qu'elle avait besoin d'espace et que généralement sa « carrière a toujours été secondaire » pour elle. Son travail peu fréquent depuis lors, qui se manifeste par de nombreux écarts entre ses apparitions à l'écran, lui vaut la réputation d'être sélective dans son travail,. Elle attribue cela au manque d'offres dignes et à « l'énorme effort » consacré au cinéma, qui consomme du temps autrement consacré à sa famille et à sa vie privée,. Malgré cela, le travail ultérieur de Kapadia est remarqué par la chercheuse Afreen Khan, qui la classe parmi les actrices qui représentent un changement dans la représentation des mères, dans les films hindi, avec des rôles de femmes qui considèrent que leur bonheur est aussi important que celui de leurs enfants. Des pensées similaires sont exprimées par Trisha Gupta, du Mumbai Mirror (en), qui est impressionnée par le répertoire varié de Kapadia dans les rôles maternels, allant de Luck by Chance (2009) et Dabangg (2010) à Finding Fanny (2014). Guidée par son propre jugement, Kapadia s'engage normalement dans un projet sans demander conseil et travaille souvent volontiers avec de jeunes réalisateurs ou des réalisateurs débutants, trouvant leur enthousiasme et leur créativité bénéfiques à la fois pour le film et pour sa performance,.
L'image de Kapadia, à l'écran, est caractérisée en termes de beauté perçue et de sex-appeal. Le Times of India écrit, en référence à son rôle dans Saagar, que « Dimple était une vision de la beauté luxuriante ; exactement le fruit défendu, surgissant de l'océan comme Aphrodite émergeant des vagues et du ressac ». En parlant de son personnage à l'écran, après son retour, le critique Khalid Mohamed observe : « Son arsenal comprenait, entre autres, des yeux expressifs au cognac, une voix nuancée et résonnante capable de prononcer des dialogues en hindoustani, un langage corporel facile, et ce tourbillon séduisant de ses cheveux auburn ». Mrinal Sen, qui la dirige dans Antareen (1993), compare Kapadia à Sophia Loren et décrit son visage comme « un paysage de désolation ». Anil Kapoor, sa co-star de Janbaaz, salue Kapadia comme la plus belle actrice indienne depuis Madhubala. Selon Dinesh Raheja, le casting de Kapadia dans Dil Chahta Hai (2001) et Leela (2002), dans lesquels elle joue des femmes d'âge moyen qui sont l'objet du désir d'hommes plus jeunes, a servi de « sorte d'hommage à sa beauté éternelle ».
Les critiques apprécient les prouesses d'actrice de Kapadia et certains l'analysent par rapport à son apparence,. Ranjan Das Gupta la qualifie comme « une actrice instinctive, spontanée et intelligente » qui est la meilleure pour jouer des « personnages intenses » et déclare que sa beauté est « son atout ainsi que sa limite ». En 1988, Subhash K. Jha écrit que « outre son apparence élastique et primitive », Kapadia « possède un instinct inné pour saisir les personnages à un niveau bien au-delà de la surface ». Alors qu'il travaillait avec elle, sur Kaash (1987), Mahesh Bhatt déclare que Kapadia a vécu tellement de choses dans sa vie privée qu'elle n'a pas besoin d'étudier une méthode de jeu pour jouer de vraies femmes. Les auteurs universitaires Madhu Kishwar et Ruth Vanita du magazine féministe Manushi notent que Kapadia n'a pas peur de paraître moins séduisante au profit de l'expression convaincante de l'angoisse et de l'émotion. M.L. Dhawan du Tribune déclare : « Tous ceux qui ont suivi la carrière de Dimple Kapadia depuis Bobby, Lekin et Rudaali affirmeront qu'elle est plus talentueuse que glamour ». Kapadia se décrit comme une « actrice spontanée qui est guidée par l'instinct » et, en une autre occasion, comme « une actrice compétente qui doit encore donner le meilleur d'elle-même ».

## Prix et nominations
| Année | Prix                                                                     | Catégorie                                          | Film           | Résultat   | Réf.        |
| ----- | ------------------------------------------------------------------------ | -------------------------------------------------- | -------------- | ---------- | ----------- |
| 1973  | 21e cérémonie des Filmfare Awards                                        | Meilleure actrice                                  | Bobby          | Lauréat    | [ 272 ]     |
| 1985  | 33e cérémonie des Filmfare Awards                                        | Meilleure actrice                                  | Saagar         | Lauréat    | [ 273 ]     |
| 1991  | 37e cérémonie des Filmfare Awards                                        | Meilleure actrice                                  | Lekin...       | Nomination | [ 274 ]     |
| 1992  | 55e Prix de l'association des journalistes cinématographiques du Bengale | Meilleure actrice (Hindi)                          | Drishti        | Lauréat    | [ 275 ]     |
| 1993  | 39e cérémonie des Filmfare Awards                                        | Meilleure actrice dans un second rôle              | Gardish        | Nomination | [ 276 ]     |
| 1993  | 39e cérémonie des Filmfare Awards                                        | Filmfare Critic's Award de la meilleure prestation | Rudaali        | Lauréat    | [ 277 ]     |
| 1993  | 39e cérémonie des Filmfare Awards                                        | Meilleure actrice                                  | Rudaali        | Nomination | [ 276 ]     |
| 1993  | 40e cérémonie des Filmfare Awards                                        | Meilleure actrice                                  | Rudaali        | Lauréat    | [ 278 ]     |
| 1993  | 8e Festival international du film de Damas                               | Meilleure actrice                                  | Rudaali        | Lauréat    | [ 279 ]     |
| 1993  | 38e Asia-Pacific Film Festival                                           | Meilleure actrice                                  | Rudaali        | Lauréat    | [ note 20 ] |
| 1994  | 40e cérémonie des Filmfare Awards                                        | Meilleure actrice dans un second rôle              | Krantiveer     | Lauréat    | [ 280 ]     |
| 2009  | 55e cérémonie des Filmfare Awards                                        | Meilleure actrice dans un second rôle              | Luck by Chance | Nomination | [ 281 ]     |
| 2014  | 60e cérémonie des Filmfare Awards                                        | Meilleure actrice dans un second rôle              | Finding Fanny  | Nomination | [ 282 ]     |